# Campeonato Mundial de Atletismo em Pista Coberta de 2014 - 400 m masculino
A prova dos 400 metros masculino do Campeonato Mundial de Atletismo em Pista Coberta de 2014 foi disputada entre 7 e 8 de março na Ergo Arena em Sopot, na Polônia.

## Recordes
Antes desta competição, os recordes mundiais e do campeonato nesta prova eram os seguintes:
|    | Nome           | Nacionalidade  | Tempo  | Local                        | Data                |
| -- | -------------- | -------------- | ------ | ---------------------------- | ------------------- |
| WR | Kerron Clement | Estados Unidos | 44s 57 | Fayetteville, Estados Unidos | 12 de março de 2005 |
| CR | Nery Brenes    | Costa Rica     | 45s 11 | Istambul, Turquia            | 10 de março de 2012 |

## Medalhistas
| Ouro               | Prata             | Bronze             |
| Pavel Maslák (CZE) | Chris Brown (BAH) | Kyle Clemons (USA) |

## Cronograma
| Data       | Hora  | Evento        |
| ---------- | ----- | ------------- |
| 7 de março | 10:45 | Eliminatórias |
| 7 de março | 21:25 | Semifinal     |
| 8 de março | 20:30 | Final         |

## Resultados

### Eliminatórias
Qualificação: 2 atletas de cada bateria  (Q) mais os 2 melhores qualificados (q).
| Colocação | Bateria | Atleta                 | Nacionalidade            | Tempo | Notas |
| --------- | ------- | ---------------------- | ------------------------ | ----- | ----- |
| 1.        | 5       | Chris Brown            | Bahamas                  | 45,84 | Q, SB |
| 2.        | 5       | Pavel Maslák           | Chéquia                  | 46,01 | Q     |
| 3.        | 1       | Lalonde Gordon         | Trinidad e Tobago        | 46,07 | Q     |
| 4.        | 1       | Edino Steele           | Jamaica                  | 46,38 | Q     |
| 5.        | 4       | Kyle Clemons           | Estados Unidos           | 46,42 | Q     |
| 6.        | 1       | Marek Niit             | Estónia                  | 46,52 | q     |
| 7.        | 3       | Luguelín Santos        | República Dominicana     | 46,54 | Q     |
| 8.        | 3       | Nery Brenes            | Costa Rica               | 46,62 | Q     |
| 8.        | 2       | David Verburg          | Estados Unidos           | 46,62 | Q     |
| 10.       | 3       | Nigel Levine           | Reino Unido              | 46,64 | q     |
| 11.       | 5       | Nick Ekelund-Arenander | Dinamarca                | 46,68 |       |
| 12.       | 3       | Anderson Henriques     | Brasil                   | 46,82 | PB    |
| 13.       | 2       | Rafał Omelko           | Polónia                  | 46,84 | Q     |
| 14.       | 4       | Akheem Gauntlett       | Jamaica                  | 46,85 | Q     |
| 15.       | 2       | Jarrin Solomon         | Trinidad e Tobago        | 46,86 |       |
| 16.       | 4       | Tabarie Henry          | Ilhas Virgens Americanas | 46,87 |       |
| 17.       | 1       | Witalij Butrym         | Ucrânia                  | 46,98 |       |
| 18.       | 5       | Mark Ujakpor           | Espanha                  | 47,16 |       |
| 19.       | 1       | Erison Hurtault        | Dominica                 | 47,25 |       |
| 20.       | 2       | Gustavo Cuesta         | República Dominicana     | 47,43 |       |
| 21.       | 4       | Bram Peters            | Países Baixos            | 47,50 |       |
| 22.       | 3       | Donald Sanford         | Israel                   | 47,90 |       |
| 23.       | 2       | Nika Kartavtsevi       | Geórgia                  | 48,68 | SB    |
| 24.       | 5       | Falcon Fagundez        | Uruguai                  | 49,89 | PB    |
| 25.       | 5       | Jannot Bacar           | Comores                  | 50,11 |       |
| 26 !      | 4       | Richard Buck           | Reino Unido              | DSQ   |       |
| 27 !      | 3       | Siologa Viliamu Sepa   | Samoa                    | DSQ   |       |

### Semifinal
Qualificação: classificaram-se  os 2 melhores de cada bateria (Q).
| Colocação | Bateria | Atleta           | Nacionalidade        | Tempo | Notas |
| --------- | ------- | ---------------- | -------------------- | ----- | ----- |
| 1.        | 1       | Pavel Maslák     | Chéquia              | 45,79 | Q     |
| 2.        | 1       | Kyle Clemons     | Estados Unidos       | 46,06 | Q     |
| 3.        | 2       | Chris Brown      | Bahamas              | 46,19 | Q     |
| 4.        | 2       | Nery Brenes      | Costa Rica           | 46,25 | Q, SB |
| 5.        | 1       | Lalonde Gordon   | Trinidad e Tobago    | 46,29 | Q     |
| 6.        | 2       | David Verburg    | Estados Unidos       | 46,33 | Q     |
| 7.        | 2       | Luguelín Santos  | República Dominicana | 46,37 |       |
| 8.        | 1       | Nigel Levine     | Reino Unido          | 46,84 |       |
| 9.        | 2       | Rafał Omelko     | Polónia              | 46,94 |       |
| 10.       | 2       | Akheem Gauntlett | Jamaica              | 47,13 |       |
| 11.       | 1       | Marek Niit       | Estónia              | 47,67 |       |
| 12 !      | 1       | Edino Steele     | Jamaica              | DSQ   |       |

### Final
A final ocorreu dia 8 de março.
| Colocação         | Atleta         | Nacionalidade     | Tempo | Notas |
| ----------------- | -------------- | ----------------- | ----- | ----- |
| Medalha de ouro   | Pavel Maslák   | Chéquia           | 45,24 | NR    |
| Medalha de prata  | Chris Brown    | Bahamas           | 45,58 | PB    |
| Medalha de bronze | Kyle Clemons   | Estados Unidos    | 45,74 |       |
| 4.                | David Verburg  | Estados Unidos    | 46,21 |       |
| 5.                | Lalonde Gordon | Trinidad e Tobago | 46,39 |       |
| 6.                | Nery Brenes    | Costa Rica        | 47,32 |       |

Legenda
| Recorde mundial       | Recorde mundial (World record)               |                       | Recorde africano                      | Recorde africano (African) |                                           | Q | Classificado por posição (Qualified) |
| Recorde do campeonato | Recorde do campeonato (Championship record)  | Recorde da América    | Recorde da América (Americas)         | q                          | Classificado por melhor tempo (Qualified) |   |                                      |
| Melhor marca do ano   | Melhor marca do ano (World leading)          | Recorde asiático      | Recorde asiático (Asian)              | DNS                        | Não largou (Did not start)                |   |                                      |
| Recorde nacional      | Recorde nacional (National record)           | Recorde europeu       | Recorde europeu (European)            | DNF                        | Não terminou (Did not finish)             |   |                                      |
| Recorde pessoal       | Recorde pessoal do atleta (Personal best)    | Recorde da Oceania    | Recorde da Oceania (Oceania)          | DSQ / DQ                   | Desclassificado (Disqualified)            |   |                                      |
| Recorde da temporada  | Recorde da temporada do atleta (Season best) | Recorde sul-americano | Recorde sul-americano (South America) | NM                         | Sem marca (No mark)                       |   |                                      |